# Péter Marót
Péter Marót (ur. 27 maja 1945 w Miszkolcu, zm. 7 czerwca 2020 w Budapeszcie) – węgierski szablista, dwukrotny medalista olimpijski i wielokrotny medalista mistrzostw świata.
Na igrzyskach olimpijskich w Monachium w 1972 roku wywalczył srebrny medal w turnieju indywidualnym. W rundzie finałowej wygrał trzy z pięciu walk, ostatecznie rozdzielając na podium dwóch reprezentantów ZSRR: Wiktora Sidiaka i Władimira Nazłymowa. Parę dni później wspólnie z Pálem Gerevichem, Tamásem Kovácsem, Tiborem Pézsą i Péterem Bakonyim zdobył także brązowy medal drużynowo. Na rozgrywanych cztery lata później igrzyskach olimpijskich w Montrealu był czwarty drużynowo i osiemnasty indywidualnie.
Podczas mistrzostw świata w Ankarze w 1970 roku reprezentacja Węgier w składzie: Tibor Pézsa, Tamás Kovács, Miklós Meszéna, Péter Marót i János Kalmár zdobyła srebro w zawodach drużynowych. W tej samej konkurencji zdobywał następnie złoty medal na mistrzostwach świata w Göteborgu (1973), srebrne na mistrzostwach świata w Wiedniu (1971) i mistrzostwach świata w Budapeszcie (1975) oraz brązowe na mistrzostwach świata w Grenoble (1974) i  mistrzostwach świata w Buenos Aires (1977). Ponadto na ostatniej z tych imprez wywalczył brązowy medal indywidualnie, plasując się za Władimirem Nazłymowem i Polakiem Jackiem Bierkowskim.
Po zakończeniu kariery pracował jako trener.
W maju 2020 brał udział w wypadku samochodowym. W wyniku odniesionych obrażeń zmarł kilkanaście dni później.